# Marc Cerboni
Marc Cerboni, född den 20 oktober 1955 i Nice, Frankrike, död 2 december 1990, var en fransk fäktare som tog OS-brons i herrarnas lagtävling i florett i samband med de olympiska fäktningstävlingarna 1984 i Los Angeles.